# Sobreveste

Sobreveste sobre la cota de malla en un caballero.

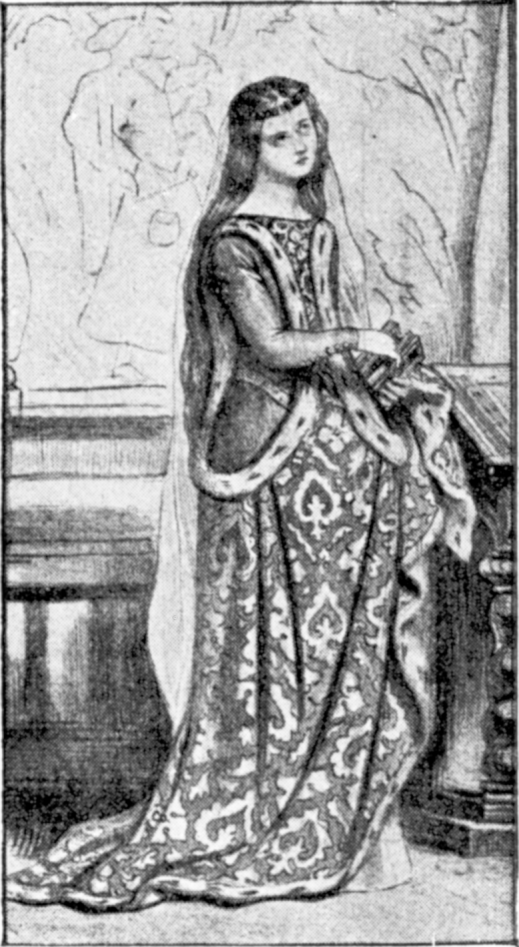
Dama con sobreveste abierta lateralmente que deja ver la túnica o vestido, ilustración de un libro sobre historia de la corsetería de finales del.

Se denomina sobreveste o sobrevesta a una túnica sin mangas cubierta por delante en su mitad inferior y forrada toda de armiños o de una tela de color vistoso. La sobreveste era colocada sobre la cota de malla que cubría al caballero medieval y fue utilizada frecuentemente en los siglos XI, XII, XIII y finalmente cayó en desuso cerca del siglo XV. 
La sobreveste se sujetaba a la cintura con un cordón o correa poniéndose encima el talabarte o bálteo para la espada. Era un traje especial de caballero y por lo general, estaba adornada de sus blasones.
También se utilizaba otro tipo de sobreveste, con y sin mangas utilizadas por damas medievales desde el siglo XIII. Un estilo particular de sobrevesta femenina, sin mangas y abierta a los lados de los hombros a la cadera dejando ver la túnica o vestido de debajo, apareció en el siglo XIV y fue muy popular a pesar de la crítica de algunos moralistas, que creían que atraía una cantidad indebida de atención al cuerpo femenino, manteniéndose después de pasar de moda como vestimenta ceremonial hasta bien entrado el siglo XV.

## En poesía

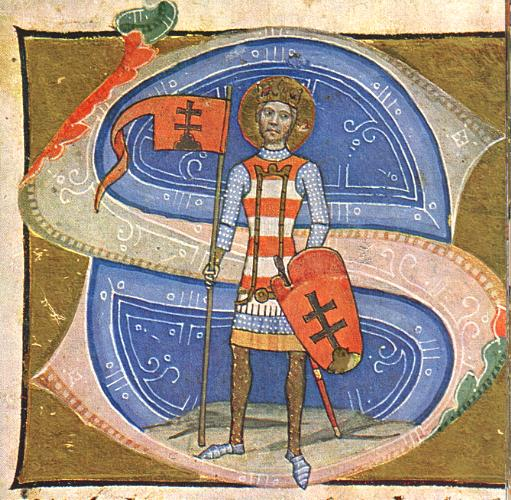
Sobreveste con franjas rojas y blancas sobre la cota de malla del rey San Esteban I de Hungría. Imagen de la Crónica Ilustrada húngara.

Ruega de Borbón al duque
que el sangriento estoque envaine,
que quite la sobreveste
y que se limpie la sangre.
La victoria de Pavía. Duque de Rivas